# Ловіц Товій Єгорович
Товій Єгорович Ловіц, також Йоганн Тобіас Ловіц (Lowitz; 25 червня 1757, Геттінген — 17 грудня 1804) — німецький-російський хімік, фармацевт, академік Петербурзької АН (з 1793).

## Біографія
У 1768 р. разом з батьком, астрономом Г. М. Ловіц, приїхав до Росії. Після трагічної загибелі батька під час Пугачевського бунту виховувався у математика Леонарда Ейлера. Був учнем у Головній аптеці в Петербурзі (до 1780). Навчався в Геттінгенському університеті (1780—1782). У 1784—1797 рр. знову в Головній аптеці в Петербурзі, де й виконав значну частину своїх досліджень. З 1797 р. працював в домашній лабораторії, офіційно перебуваючи на службі в Петербурзької АН як професор хімії.
Дослідження присвячені різних проблем хімії. Відкрив (1785) явище адсорбції вугіллям в рідкому середовищі і детально досліджував його. Запропонував використовувати деревне вугілля для очищення води, спирту і горілки, фармацевтичних препаратів та органічних сполук. В цей же час досліджував кристалізацію солей з розчинів. Виявив (1794 р.) явище пересичені та переохолодження розчинів; встановив умови вирощування кристалів. Запропонував при аналізі солей використовувати індивідуальні кристалічні модифікації; для цього виготовив 288 моделей різних речовин і класифікував їх за хімічними ознаками. Розробив ряд рецептів охолоджувальних сумішей.
Відкрив (1789) спосіб отримання крижаної оцтової кислоти. Вперше отримав кристалічну глюкозу (1792), дигідрат кухонної солі і кристалічні їдкі луги (1795). Приготував (1796) безводні (абсолютні) діетиловий ефір і етиловий спирт; останній використав для розділення солей барію, стронцію та кальцію.